# Sympistis kolthoffi
Sympistis kolthoffi là một loài bướm đêm trong họ Noctuidae.